# Neobracea susannina
Neobracea susannina är en oleanderväxtart som beskrevs av Attila L. Borhidi. Neobracea susannina ingår i släktet Neobracea och familjen oleanderväxter. Inga underarter finns listade i Catalogue of Life.